# Titus Flavius Petro
Titus Flavius Petro (1e eeuw v. Chr.) was een Romeins militair, tollenaar en de grootvader van de Romeinse keizer Vespasianus.
De geschiedschrijver Suetonius schrijft dat hij het verhaal dat Petro's vader een seizoenarbeider was, die iedere zomer de Po overstak om de Sabijnen te helpen bij de oogsten, niet heeft kunnen achterhalen. Petro groeide op in Reate, in het midden van Italië. Hij vocht aan de zijde van Pompeius tijdens de Burgeroorlog tussen Pompeius en Caesar (49-45 v.Chr.). Een blaam op zijn blazoen was zijn vlucht van het strijdtoneel tijdens de Slag bij Pharsalus (48 v.Chr.). Later werd hij hiervoor gepardonneerd.
Na zijn militaire loopbaan werd hij tollenaar. Hij trouwde met een rijke vrouw genaamd Tertulla (ca. 40 v.Chr. - stierf na 9 na Chr.), dochter van Tertullus. Samen hadden ze een zoon Titus Flavius Sabinus.